# Atactorhynchus verecundus
Atactorhynchus verecundus är en hakmaskart som beskrevs av Chandler 1935. Atactorhynchus verecundus ingår i släktet Atactorhynchus och familjen Neoechinorhynchidae. Inga underarter finns listade i Catalogue of Life.